# アカオタテガモ

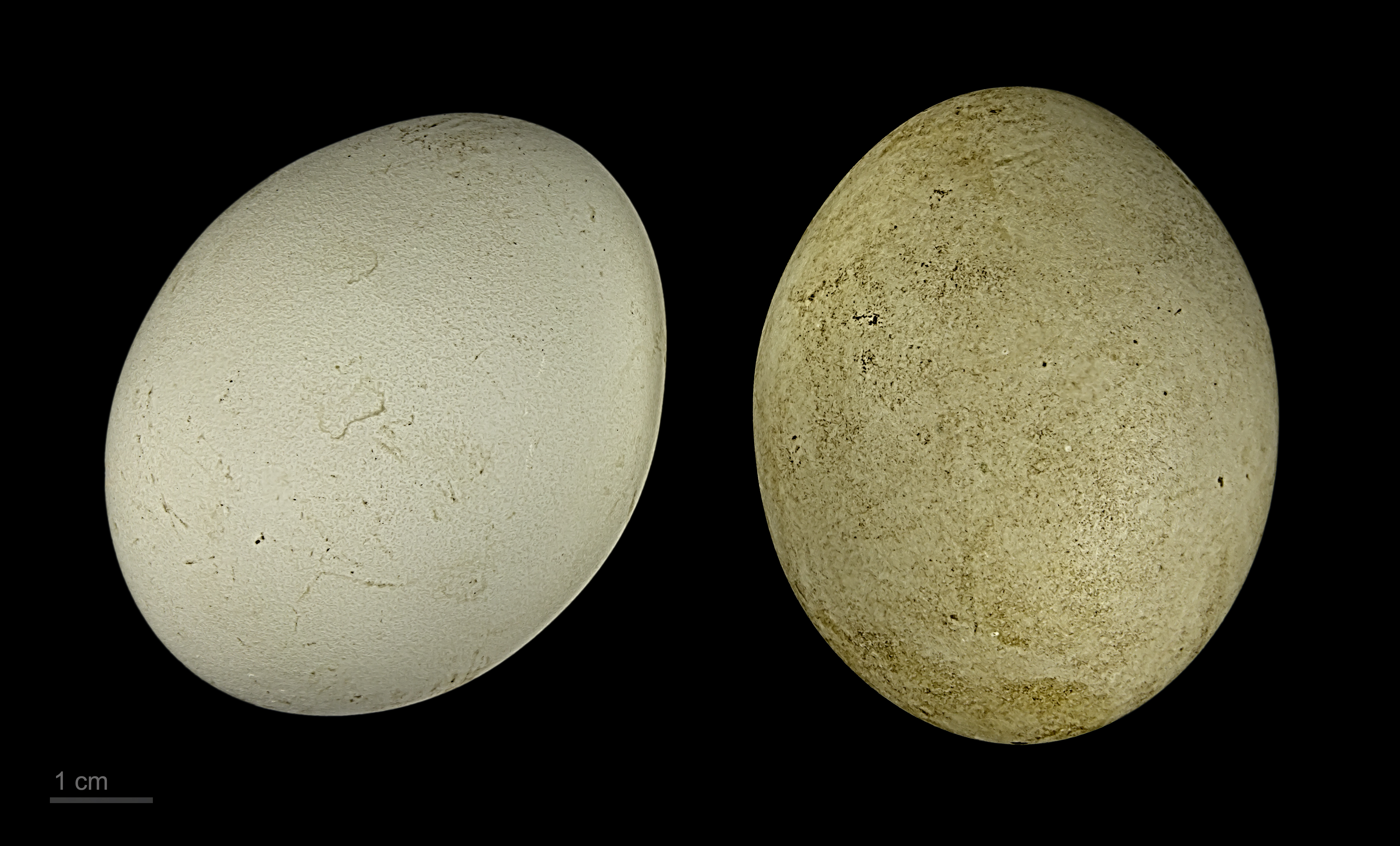
Oxyura jamaicensis

アカオタテガモ（赤尾立鴨・学名Oxyura jamaicensis）は、カモ目カモ科の鳥類の一種。種小名は「ジャマイカの」という意味。

## 形態
基準種O. j. jamaicensisの雄の成鳥は赤錆色の体に青い嘴、白い顔面、黒い頭頂部を持つ。雌の成鳥は灰褐色の体に灰色がかった顔面と暗色の嘴、頭頂部、頬線を持つ。南アメリカに分布する亜種O. j. ferrugineaはより大型で顔面が黒く、時に別種とされることがある。 O. j. andina亜種は白い顔面にいくらか黒が入る。

## 分布
新北区、新熱帯区に広く分布する。
イギリスで飼育されていた個体が逃げ出して帰化し、そこから移動した個体の子孫がヨーロッパ中に広く生息するようになった。本種は繁殖行動が荒っぽく、絶滅危惧種カオジロオタテガモと雑種を形成することから、南ヨーロッパでは特に問題になっている。現在イギリスでは外来種アカオタテガモを根絶する計画が進行中であり、論争を呼んでいる。

## 生態
繁殖地は植生の多い沼地、湖、池である。水辺の茂みの中に巣を作る。つがいは毎年新しく形成される。
凍結しない湖や池、海沿いの湾で越冬する渡り鳥である。
潜水し、水中を泳ぐことができる。主な食料は水辺の植物の種子や根、水棲昆虫類や甲殻類である。

## 亜種
- アカオタテガモ O. j. jamaicensis 北アメリカに分布。
- アンデスアカオタテガモ O. j. ferruginea
- コロンビアアカオタテガモ O. j. andina

コロンビアアカオタテガモはアカオタテガモとアンデスアカオタテガモの雑種である可能性がある。コロンビアに分布するO. j. andinaの個体数が少なくなってきているため、保全のために早急に亜種間の遺伝的な関係を明らかにする必要がある。